# Сориа, Джованни Баттиста

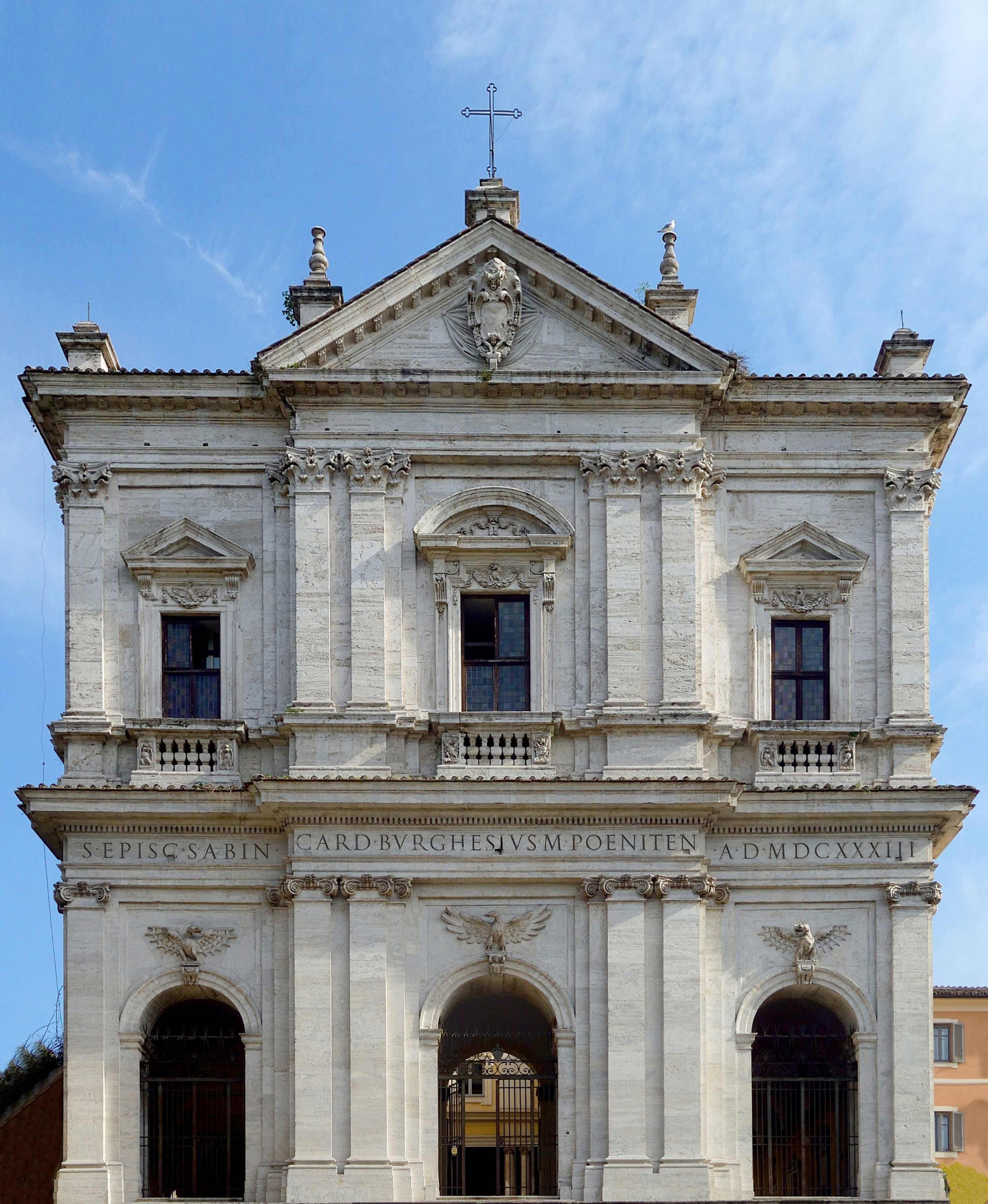
Церковь Сан-Грегорио-аль-Челио. Фасад. 1629—1633

 Джованни Баттиста Сориа (итал. Giovanni Battista Soria; 1581, Рим — 22 ноября 1651, Рим) — итальянский архитектор эпохи барокко. Работал в Риме под влиянием Джакомо да Виньола и Карло Мадерна. Ученик Джованни Баттиста Монтано.
Джованни Баттиста родился в семье Мартино Сориа, римского плотника (его имя указывает на испанское происхождение; личность матери неизвестна).
Возглавив отцовскую мастерскую в 1615 году, Джованни Баттиста специализировался на церковных работах по оформлению интерьеров, резьбе по дереву и в изготовлении деревянных моделей новых церковных фасадов. Поэтому его считают преемником Фламинио Понцио и голландца Джованни Вазанцио, в свою очередь, краснодеревщика, доверенного архитектора кардинала Боргезе. Вазанцио скончался в 1621 году. После его смерти Сориа продолжил работы на вилле Боргезе в Риме.
В 1626 году кардинал Шипионе Боргезе доверил Сориа реконструкцию церкви Сан-Кризогоно в районе Трастевере в Риме, а также строительство церкви Сан-Грегорио-аль-Челио. Церковь Сан-Кризогоно перестроена в стиле барокко: апсида, украшена позолоченными барельефами, киворий выполнен Джан Лоренцо Бернини. Сориа создал резной кессонированный потолок из позолоченного дерева.

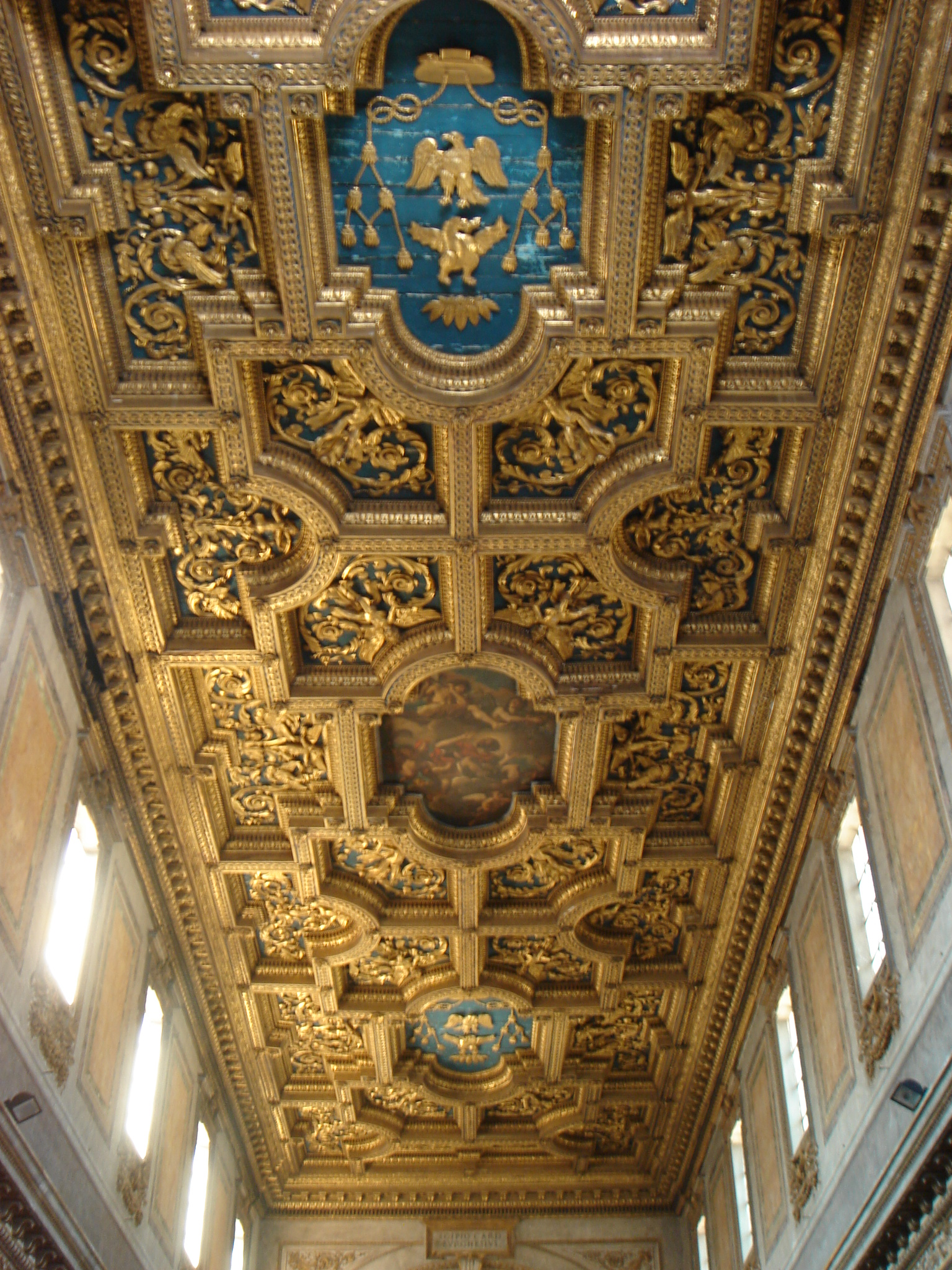
Резной плафон церкви Сан-Кризогоно с гербом кардинала Шипионе Боргезе

Фасад церкви Сан-Грегорио-аль-Челио (1629—1633) является самой известной работой Джованни Баттиста Сориа в Риме. Это великолепный образец зрелого римского барокко: с раскрепованным антаблементом и тремя арками первого яруса, он напоминает и древнеримскую триумфальную арку, и фасад церкви Сан-Луиджи-деи-Франчези работы Джакомо делла Порта. Церковь стоит на возвышении, к ней ведёт широкая лестница, а за входными арками располагается парадный двор перистиль с колонным портиком.
С 1615 по 1620 год Сориа работал под руководством Карло Мадерна по оформлению интерьеров в некоторых частях дворцов Ватикана, церкви Сант-Андреа-делла-Валле и других постройках.
В 1624, 1625 и 1628 годах Сориа опубликовал три тома гравюр «Различных причуд необычных древних храмов, извлечённых с хорошим воображением из руин, изобретений складов и алтарей» (Varij capricci di eccentrici tempietti antichi desunti con buona fantasia da rovine, di inventioni per depositi e altari).
В эти же годы Джованни Баттиста Сориа находился на службе у семьи Барберини. Он работал на строительстве Палаццо Барберини на Via delle Quattro Fontane (1632—1633), создавая уникальную резную мебель в библиотеке кардинала Франческо.
14 марта 1638 года Сориа стал членом Папской академии литературы и изящных искусств виртуозов при Пантеоне. С 1633 года Сориа состоял в Академии Святого Луки, с 1634 по 1640 год был её «камергером». 28 декабря 1644 года избран директором академии (principe).
Сориа руководил Академией до своей смерти 22 ноября 1651 года. На следующий день он был похоронен в церкви Санти-Лука-э-Мартина на римском Форуме (рядом с которой находилась Академия до 1934 года). После его смерти значительная коллекция картин, рисунков и книг была выставлена на продажу; в письме от 20 октября 1656 года меценат и коллекционер Кассиано даль Поццо, сообщал Николасу Хейнсиусу, агенту королевы Швеции Кристины, что он получил «копию описи картин, выставленных на продажу покойным архитектором Сориа».